# Lahic (Zaqatala)
Pour les articles homonymes, voir Lahic.
Lahıc (aussi, Lagich et Laidzh) est un village et une municipalité du rayon de Zaqatala en Azerbaïdjan. Elle compte 1 954 habitants. La municipalité comprend les villages de Lahıc et Sabunçu (en). 